# Gar-Bo försäkring

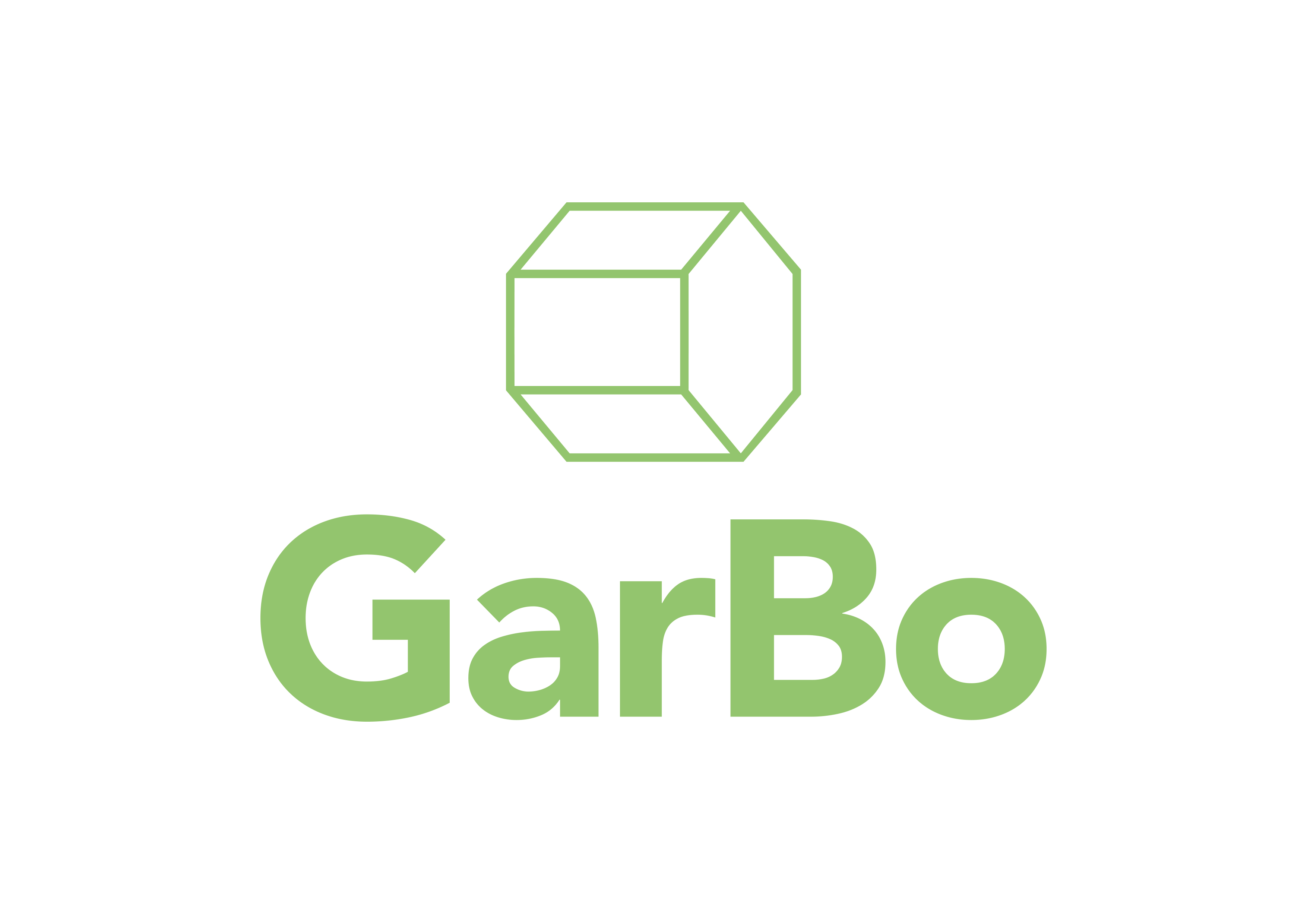

Gar-Bo Försäkring AB är ett försäkringsbolag och del av Gar-Bo-koncernen. Försäkringsverksamheten drivs i dotterbolaget Gar-Bo Försäkring och tjänsteverksamheten utförs via dotterbolaget Gar-Bo Besiktning. Huvuddelen av de försäkrade byggnaderna är belägna i Sverige, men det finns ett litet antal försäkringar i Norge, Danmark och Finland. 
Gar-Bo Försäkring erbjuder försäkringslösningar till både privatpersoner och företag i samband med bostadsbyggande och överlåtelse av bostäder. Främst är det färdigställandeförsäkringar och nybyggnadsförsäkringar för småhus och flerbostadshus, men även entreprenadsäkerhetsförsäkringar, förskottsgarantiförsäkringar och insatsgarantiförsäkringar. Gar-Bo Försäkring har också tecknat försäkring för allrisk entreprenad, ansvar och fastighet. Sedan 2015 erbjuds också överlåtelseförsäkringar i samband med bostadsöverlåtelser.
Gar-Bo har ca 50 anställda (2024) och har kontor i Stockholm.  
Gar-Bo Försäkring bildades 1989. Sedan 2024 är Per-Erik Atterwall VD för Gar-Bo Försäkring. 

## Husbyggarskolan
Husbyggarskolan är ett varumärke inom Gar-Bo Försäkring. Husbyggarskolan är en utbildning för den som ska bygga nytt hus. 